# Wojciech Kędziora
Wojciech Kędziora (ur. 20 grudnia 1980 w Gliwicach) – polski piłkarz występujący na pozycji napastnika.